# 查科林鴞
查科林鴞（學名：Strix chacoensis）是一種棲息在玻利維亞南部、巴拉圭西部及阿根廷北部格蘭查科乾旱林地的貓頭鷹。